# Mực nhảy
Mực nhảy có nơi còn gọi là mực nháy là tên gọi này dùng để chỉ những con mực được ngư dân vừa bắt lên khỏi nước biển còn nguyên độ tươi và được đưa vào chế biến và thưởng thức ngay tại chỗ khi còn tươi nguyên. Đây là một món đặc sản của các tỉnh miền Trung Việt Nam như Nghệ An (Cửa Lò), Hà Tĩnh (Vũng Áng), Quy Nhơn (Nhơn Châu). Thông thường nhiều người vẫn quen gọi là mực nhảy nhưng tên gọi chính xác là mực nháy vì con mực mới bắt lên còn sống, mình trong suốt, làn da lúc nào cũng nhấp nháy những đốm lân tinh. Ngoài ra câu mực nhảy và thưởng thức tại chỗ cũng là một loại hình giải trí kết hợp với thưởng thức đặc sản rất thú vị của du khách.

## Đặc điểm
Về mặt hình dáng, thông thường, sau khoảng một đến hai giờ vớt lên khỏi mặt nước, những tia phản quang, những chấm màu nâu tím trên mắt, trên thân mình các con mực lớn nhỏ nhấp nháy lên lấp lánh như những ánh sao. Loại mực này tươi đến mức khi đưa vào nồi bắc lên bếp con mực còn nháy. Nhiều người gọi là mực nhảy nhưng thật sự là khi mực bắt lên bờ sẽ chết ngay vì vậy nó không thể nhảy được. Phải gọi là "mực nháy" vì khi mới bắt lên, hoặc vừa chết, tức mực còn tươi, mình con mực trong suốt, làn da lúc nào cũng nhấp nháy các đốm lân tinh và người dân gọi như thế cũng là để phân biệt với mực ươn, mực đã chết lâu, sẽ trắng bợt và không có những ánh lân tinh nhấp nháy. Một số người dân địa phương còn gọi mực nhảy là mực "nháy", muốn nhấn mạnh đôi mắt mực còn sống nhấp nháy, hoặc da mực mới vớt lên khỏi nước ánh lên lấp lánh. Dù là mực "nhảy" hay mực "nháy" thì cùng giống nhau ở đặc điểm là mực còn tươi, sống. Nhiều ngư dân đánh bắt mực nhảy trong khoảng thời gian từ 3-4 giờ sáng, nhiều ghe nào cũng nhiều mực tươi, con nào con nấy roi rói những ánh sao. Đặc biệt mực nhảy ở Nhơn Châu mỗi ngày chỉ có một lần vào lúc sáng sớm.

## Chế biến và thưởng thức
Mỗi vùng miền địa phương tại Việt Nam có cách chế biến, thưởng thức khác nhau, nhưng nhìn chung là các món ăn nhanh, nóng hổi để giữ và cảm nhận được đột tươi nguyên của mực nhảy. Mực nhảy có nhiều cách chế biến. Có cách đơn giản là dùng ngay tại chỗ, câu mực được con nào nướng luôn con ấy trên tán đèn măng sông. Con mực tươi rói nướng lên vừa thơm vừa giòn vừa ngọt, chấm với tương ớt cùng muối tiêu pha chanh rất ngon.
Mực luộc cũng là cách ăn thông dụng nhưng không lạ miệng bằng ăn tái, du khách thích ăn con nào cầm râu con đó nhúng vào nồi nước đang sôi trong chốc lát rồi vớt ra thưởng thức. Ăn mực sống thì phải chọn con mực vừa mới câu lên khỏi mặt nước, bỏ hết nội tạng thái miếng vát chanh vào ướp một lúc. Sau đó gắp miếng mực tươi cong chấm vào chén mù tạt cay sực mùi hạt cải.
Mực hấp là món nhanh, ngon và hấp dẫn. Món mực nhảy hấp làm đơn giản, cần rửa sạch mực, lấy túi để nguyên con cho vào nồi, giã ít gừng tươi trộn đều, cho ít nước dừa hoặc bia, đậy kín nồi rồi nhóm lửa hấp đến khi nước sôi thì mực sẽ chín, có thể thêm hành lá sau đó vớt ra sắp đều trên đĩa và thưởng thức.
Ngoài ra còn có thể nhóm lửa bên bờ biển nướng, xào hay đem vào các quán bình dân đúc các loại bánh.....
Ăn loại mực này thực khách sẽ cảm nhận được độ tươi ngọt, thịt mực vừa giòn vừa dai nên người ăn có cảm giác sảng khoái, ăn no nê mà không ngán. Thông thường chỉ có những người đi câu mực ở gần bờ bằng thuyền thúng du khách mới có dịp thưởng thức món mực tươi ngon này vì tính kịp thời của nó.

## Giải trí

### Tại Cửa Lò
Tại Cửa Lò thuộc tỉnh Nghệ An, với lợi thế về độ mặn, biển ăn sâu vào đất liền, ít có sóng to, bãi biển Cửa Lò trở thành nơi thích hợp cho loài mực mò sát vào bờ sinh sống. Nghề câu mực nhảy bằng thuyền thúng cũng nhờ đó mà hình thành. Những năm gần đây, kết hợp với sự phát triển du lịch, nghỉ mát, dịch vụ câu mực nhảy bằng thuyền thúng ở Cửa Lò đã trở thành một thú tiêu khiển hấp dẫn nhiều du khách. Dịch vụ này đã tạo nên nét độc đáo, đem lại bản sắc riêng cho du lịch Cửa Lò.
Tại vùng Cửa Lò thuộc tỉnh Nghệ An, vào buổi tối có hàng chục chiếc thuyền thúng trải dài dọc bãi biển, mời chào khách du lịch đi câu mực. Với mức giá từ 150.000 đến 200.000 đồng trên một người, bạn có thể tham gia một chuyến câu mực nhảy đầy thú vị trong thời gian hai tiếng. Nếu đi câu mực thâu đêm thì phải thuê trọn gói cả thuyền.
Chiếc thuyền thúng có khả năng chở bốn, năm người trong một chuyến câu đêm. Những hôm trời yên biển lặng, thuyền chỉ rời bờ ba đến bốn trăm mét là buông neo bắt đầu câu mực. Hiếm khi nào thuyền đi câu xa. Dịch vụ câu mực nhảy xuất hiện từ năm 1995
Đồ nghề trong một chuyến câu mực tương đối đơn giản. Ngoài chiếc thuyền thúng còn có một cái vợt, một đèn măng sông, mấy chiếc cần câu dài hơn một mét và cuộn dây câu khoảng 30 mét có gắn một hoặc hai chiếc rường câu trông giống con tôm. Rường làm bằng chì hoặc nhựa phản quang có gắn chùm móc câu phía dưới. Thân rường được quấn giấy kim tuyến xanh, đỏ, tím, vàng để dễ bắt ánh sáng đèn.
Hấp dẫn bởi ánh sáng, mực tập trung dưới ánh đèn măng-sông. Lúc đó người câu thả rường xuống nước và thỉnh thoảng giật nhẹ cần câu để thu hút mực. Bị kích thích bởi chiếc rường câu lấp lánh sắc màu, mực sẽ bám vào và dính câu ngay lập tức. Khi nào người câu có cảm giác nặng tay, giây câu dường như bị vít trở lại, có nghĩa mực đã dính câu.
Cách thứ hai để bắt mực không cần câu là đánh thẻ. Thẻ làm bằng các mẫu ni lông màu kết thành hình con châu chấu được nối với nhau bằng sợi giây cước. Người đánh thẻ, một tay cầm vợt sẵn sàng xúc những con mực theo mồi ngoi lên sát mặt nước. Muốn bắt được nhiều mực thì người đánh thẻ phải dẻo tay và dùng vợt chính xác. Tất cả số mực trong mọi cuộc câu du khách đều được hưởng kể cả số mực của chủ thuyền bắt được. Có nhiều buổi lượng mực câu được từ ba đến năm kg.

### Tại Vũng Áng
Dịch vụ câu mực nháy ở Vũng Áng nở rộ trong thời gian gần đây, dân biển trong vùng nhà nhà sắm thuyền câu mực. Thu nhập từ nghề câu mực nháy khó có nghề nào sánh bằng. Mỗi cân mực ướp đá đánh bắt xa bờ hiện có giá bán từ 70-80 nghìn đồng, trong khi mỗi cân mực nháy (khoảng 25 con) giá bán từ 250-300 nghìn đồng (theo thời giá năm 2010). Nếu gặp hôm thời tiết đẹp, mỗi thuyền câu 2 người câu được 2,5–3 kg mực nháy, gặp buổi xấu trời cũng được vài ba chục con, mỗi con 10 ngàn, đếm mực lấy tiền.
Người dân ở đây câu mực không cần lưỡi câu và con mồi giống như đi câu các loài hải sản khác. Bộ đồ câu mực đơn giản, gồm một khuôn ròng rọc bằng sợi dây cước dài chừng 20m, cứ 2,5m gắn một "con mồi", ngư dân thường gọi là thẻ câu. Thẻ làm bằng các mẩu vải xanh-đỏ-tím-vàng nhiều màu để dễ bắt ánh đèn, được kết thành hình con tôm hay con cào cào. Bị kích thích bởi chiếc thẻ câu lấp lánh sắc màu dưới ánh đèn măng- sông, mực sẽ bám vào, ôm chặt lấy thẻ câu như ôm một con mồi. Lúc đó, người đánh thẻ một tay giật thẻ, một tay cầm vợt sẵn sàng xúc những con mực theo mồi ngoi lên sát mặt nước thả vào chiếc lồng lúc nào cũng mở nắp sẵn sàng phía đuôi thuyền.
Ngoài ra, mực nhảy được thợ câu trong đêm, thả vào khoang thuyền trữ nước biển rồi đem về bán cho các chủ nhà hàng. Mực, được nuôi trong những chiếc lồng bằng lưới dưới lòng cảng. Thực khách vào xem còn thấy mực bơi lội tung tăng, nhảy nhót (vì vậy mới có tên là mực "nhảy"), có thể trực tiếp lựa chọn đưa cho đầu bếp chế biến. Sau khi vớt lên, mực sẽ được rửa sạch bằng nước ngọt. Đó cũng là lúc thân mực chuyển từ màu tím sang màu trắng. Sau đó, bỏ mực vào nồi luộc chừng 10 phút. Khi thân mực dần chuyển thành màu tím như ban đầu là lúc mực đã chín.